# Relaciones Ecuador-Francia
Las relaciones Ecuador-Francia son las relaciones diplomáticas entre la República del Ecuador y la República Francesa

## Descripción general
El Presidente de Ecuador Rafael Correa realizó una visita oficial a París y Lyon del 6 al 8 de noviembre de 2013. Su reunión con el presidente francés, Francois Hollande, resultó en una declaración conjunta en la que acordaron desarrollar la cooperación científica, académica y cultural y fortalecer el comercio entre los dos países. Esta visita contribuyó a dar un nuevo impulso a las relaciones bilaterales.
En los últimos seis años se han producido varias visitas de alto nivel entre ambos países.

## Relaciones económicas

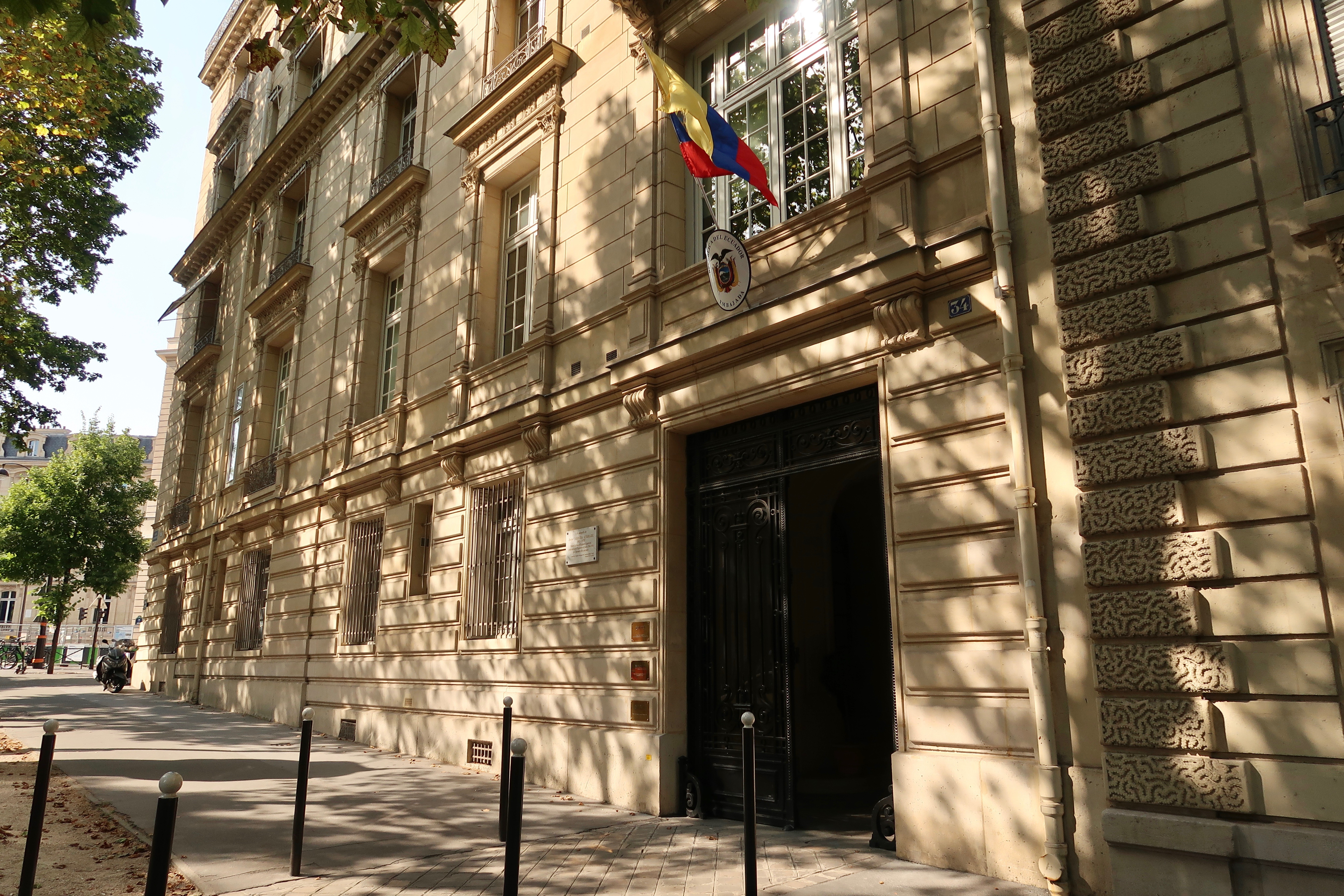
Embajada del Ecuador en París

Francia desempeña un papel relativamente pequeño en la economía de Ecuador y continúa teniendo un déficit comercial bilateral con el país. En 2015, las exportaciones francesas a Ecuador aumentaron un 26,2% hasta 145 millones de euros, lo que representó más del doble del aumento de las exportaciones francesas a América Latina (+11,8%). Así, las exportaciones francesas a Ecuador aumentaron un 52,06% en dos años, aunque aún no han vuelto al nivel récord alcanzado en 2012 (163,6 millones de euros). Las importaciones francesas desde Ecuador aumentaron en el mismo período un 5,5% hasta 359 millones de euros, y crecieron más rápidamente que las importaciones francesas totales (+0,8%). Ecuador es el 75.º proveedor de Francia, ocupa un puesto más que en 2014 y es su mayor proveedor en América Latina.
En el ámbito de las inversiones, con una participación de aproximadamente 500 millones de dólares, Francia se ha posicionado como el tercer inversor en Europa en los últimos 15 años. Durante la visita del Sr. Pekel a Quito en diciembre de 2014, se decidió crear un grupo de trabajo franco-ecuatoriano sobre comercio e inversiones. Su primera reunión se realizó en marzo de 2015. Las principales perspectivas comerciales del Ecuador están relacionadas con el transporte, el agua, la energía y la aeronáutica.
Diecinueve empresas francesas tienen sucursales comerciales o filiales en el Ecuador. Entre ellos se encuentran grupos como Alcatel, Hôtel Mercure, Ibis, Schneider, Sanofi Aventis, Coface Rating, Bic, CGG, Pernod Ricard y Alstom. Lafarge, el principal inversor francés en Ecuador, vendió todos sus activos a la empresa peruana Unacem en mayo de 2014. Mientras tanto, Violia se hizo cargo de la concesión de agua en Guayaquil y el Banco Lazard jugó un papel importante en la reestructuración de la deuda externa de Ecuador en abril del 2009. En 2010, EDF firmó un acuerdo con CELEC, la empresa pública de electricidad de Ecuador, durante la visita del ministro ecuatoriano de Energía y Energías Renovables , Miguel Clorhorno, a Francia. Ese mismo año, Lactalis adquirió dos fábricas para la producción de productos lácteos . Más recientemente, Valhrona (Grupo Bongrain) abrió una fábrica de chocolate de lujo en julio de 2014; En junio de 2014, el Grupo Accor firmó un acuerdo para construir 10 hoteles Ibis. La Agencia Francesa de Desarrollo (AFD) está autorizada a operar en Ecuador desde el otoño de 2014 y desde 2015 se han concedido seis préstamos. JC Decaux ganó el contrato de autobuses para la promoción de la ciudad de Guayaquil el 22 de mayo de 2017.

## Misiones diplomáticas residentes
- Francia tiene una embajada en Quito.
- Ecuador tiene una embajada en París.